# SN 1975Q
SN 1975Q – supernowa odkryta 9 listopada 1975 roku w galaktyce A010336+3202. W momencie odkrycia miała maksymalną jasność 15,50m.